# Jasna Góra (Łódź)
Pour les articles homonymes, voir Jasna Góra (homonymie).
Jasna Góra est une localité polonaise de la gmina de Mokrsko, située dans le powiat de Wieluń en voïvodie de Łódź.